# UMTS
UMTS je eng. skraćenica od složenice Universal Mobile Telecommunications System i jedna je od tehnologija treće generacije (3G) mobile telefonije. Specifikacije UMTSa su pokrivene sa standardima: 3GPP i globalnim ITU IMT-2000. Kod UMTS za bežični međusklop koristi se W-CDMA (IMT Direct Spread), dok u nekim drugim oblicima koristi se TD-CDMA ili TD-SCDMA. Standard UMTS pokriva bežičnu mrežu, mrežnu jezgru, te način na koji se ovjeravanje korisnika u mreži. UMTS je skraćenica koju je uvela ETSI, dok izvan Europe rabe se FOMA ili W-CDMA. U promidžbi koristi se jednostavija skraćenica 3G. 

## Dual Carrier HSDPA
Nadogradnja postojeće 3G mreže u Hrvatskoj je predstavljena na međunarodnom skupu za ICT, elektroniku i mikroelektroniku MIPRO 2010.
Tijekom predstavljanja, demonstrirana je brzina od 42 Mbit/s. Demonstracija bila zaokružena 3D HD streamingom, čiji su se zahtjevi na prijenos podizali i do 19 Mbit/s.